# Astragalus johannis-howellii
Astragalus johannis-howellii är en ärtväxtart som beskrevs av Rupert Charles Barneby. Astragalus johannis-howellii ingår i släktet vedlar, och familjen ärtväxter. Inga underarter finns listade i Catalogue of Life.

## Bildgalleri

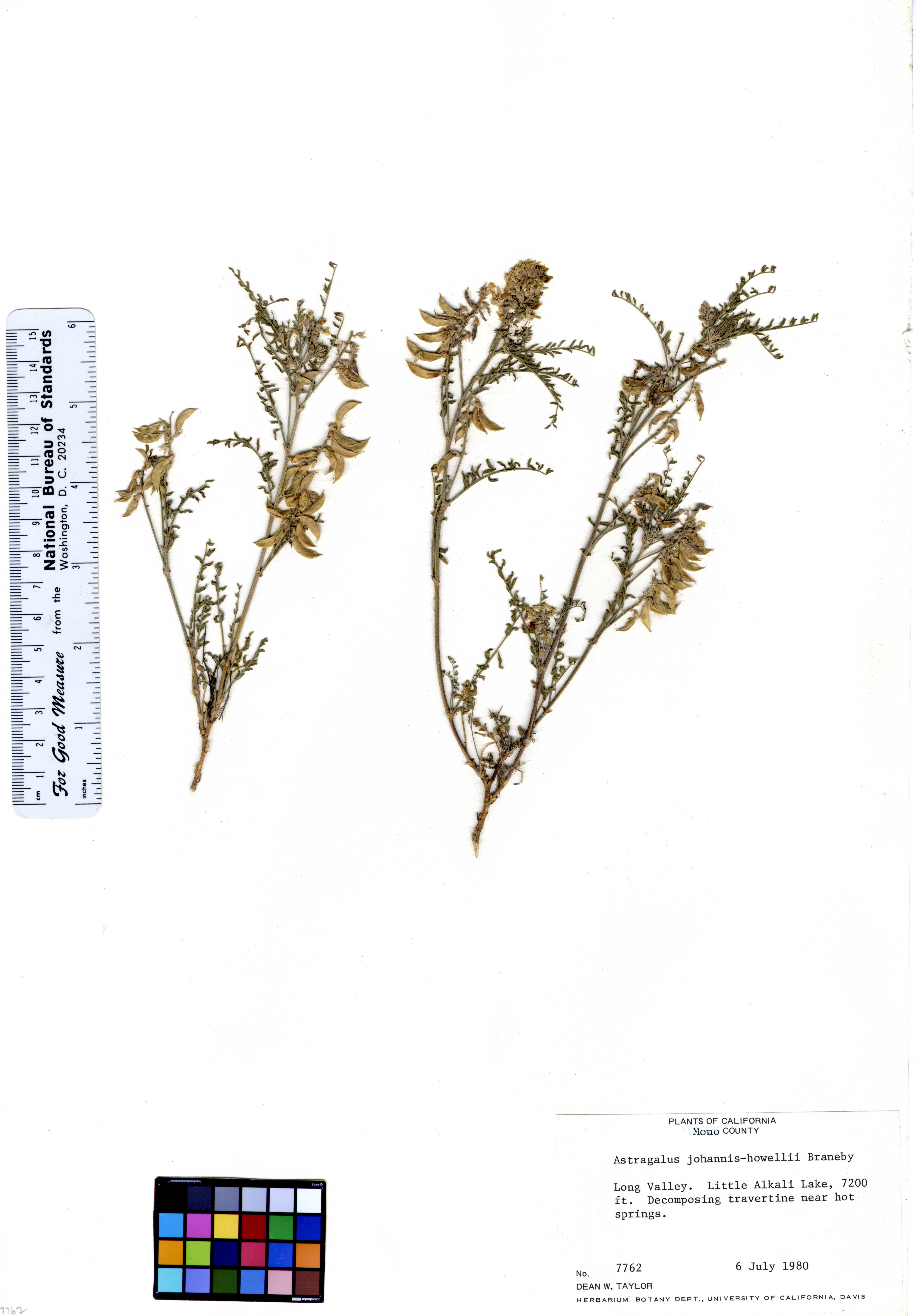